# Tetétlen
Tetétlen község Hajdú-Bihar vármegyében, a Püspökladányi járásban.

## Fekvése
A vármegye déli részén helyezkedik el, Püspökladány keleti vonzáskörzetében. A közvetlen szomszédos települések: északkelet felől Hajdúszovát, délkelet felől Földes, délnyugat felől Báránd, északnyugat felől pedig Kaba.

### Megközelítése
Csak közúton érhető el, Nádudvar-Kaba és Földes felől is a 3407-es. Határszéleit átszeli (vagy legalább súrolja) még egy-egy rövid szakasz erejéig délen a 42-es főút, északon pedig a 4802-es és a 4805-ös út is, de lakott területeit egyik sem érinti.
Vasútvonal nem érinti; a legközelebbi vasúti csatlakozási lehetőséget a Budapest–Záhony-vasútvonal Kaba vasútállomása kínálja, mintegy 8 kilométerre északnyugatra.

## Története
Címerének formája pajzs-veret, az alapja egy pontig ívelt. Zöld alapon a heraldikai jobb oldalon három búzakalászt, a bal oldalon ezüstös aratósarló visel.
Tetétlen címerének története és adottsága szerint a parasztságra, szántóföldjei termékenységére utalnak. A középkorban ezt az eszközt a gabona betakarításakor használták. Tetétlen címerén archaikusan fogazott sarló, a másik címerábrázoláson pedig a napjainkban használatos sarló látható. A kétféle szerszám kétféle vágási módot feltételez. Nevének eredete a tetőtlen (tető nélküli) szóból származik, amely esetleg a krónikákban feljegyzet tűzvészekre utal (három alkalommal is felperzselték).
A falut korai okiratokban nem említik, a 14. század végén valószínűleg a Debreceni család birtokához tartozott. A család kihalása után a király 1411-ben Lazarevics István szerb despotának adományozta a birtokot. A falu ekkor még a birtok része volt. 1441-ben a Földesi Nagy, Szentmiklósi és Dancsházi kisgazda családok birtokrészeket adományoztak, amelyeket később a Bajoniak kaptak. Bajoni Benedek özvegyének 56 földbirtoka volt a birtokában. 1554-ben ez a falu is török kézre került és súlyosan megrongálódott; 1556-ban a Szabolcs vármegyei Nádudvarhoz tartozó tizedkerületben mindössze négy báránytizedet fizető háztartást tartottak nyilván. A szolnoki szandzsáki debreceni nahije 1572-es adólajstromában viszont 35 háztartással (családfővel) és egy templommal találjuk.
A 17. század elején a falu a bajomi vár része volt. 1608-ban Báthory Gábor erdélyi fejedelem a birtokot a Szabolcs vármegyéhez tartozó Tetétlen községgel Nagy Heyduck András miskolci kapitánynak, a tragikus véget érő második Heyduck-felkelés híres vezérének adományozta. Az egész falu a birtokhoz tartozott.
A 16. század második felétől Tetétlen a hódoltsági területen terült el, amelynek szintén adót kellett fizetnie a töröknek, és 1618-ban még a török fennhatóság alatt álló települések között szerepel. 1648-ban még lakottnak számít, de továbbra is Szabolcs vármegye déli határ menti községe.
A falu elnéptelenedését valószínűleg Váradot 1660-ban a törökök elfoglalták, a dokumentumok tanúsága szerint sokáig elhagyatott maradt. 1715-ben Károlyi István birtoka volt. 1726-ban a Bajomi család kérvényezte az elhagyatott Tetétlen tulajdonjogát a szepesi kamarától, de elutasították. 1734-ben a birtok Komáromy Györgyé volt, akit Bónis Ferenc követett. Ő volt a felelős a község 1775-ös újranépesítésért, amely ma is látható a szerkezeten, az úthálózaton és a település elrendezésén.
Közvetlenül az új telepesek érkezése után a falu közössége pecsétet készíttetett a következő felirattal: TETETLENI PETSET 1776 (TETETLEN 1776.).  A 19. század elején ismét a Komáromiak birtokolták a birtokot, mígnem 1841-ben a Zichy család megvásárolta. Itt élt a híres Zichy Géza, az „egykezes” zongoraművész, költő és zeneszerző is.
A 19. század közepén a falu talaját termékenynek mondták, a címerében látható búzakalász és sarló is a mezőgazdaság jelentőségére és a talaj termékenységére utal. Szarvasmarháiról és juhairól volt híres. A falubeliek szinte mindegyike református volt akkoriban.

## Közélete

### Polgármesterei
| Időszak   | Név                      | Jelölő szervezet(ek) | Megjegyzés |
| --------- | ------------------------ | -------------------- | ---------- |
| 1990–1994 | Kulcsár András           | független            |            |
| 1994–1998 | Kulcsár András           | független            |            |
| 1998–2002 | Bernáth László           | független            |            |
| 2002–2006 | Bernáth László           | Fidesz               |            |
| 2006–2010 | Bernáth László           | Fidesz               |            |
| 2010–2014 | Borbélyné Fülöp Hajnalka | független            |            |
| 2014–2019 | Borbélyné Fülöp Hajnalka | független            |            |
| 2019–2024 | Borbélyné Fülöp Hajnalka | független            |            |
| 2024–     | Bőr Ferenc Attiláné      | független            |            |

## Népesség
A település népességének változása:
| Lakosok száma | 1422 | 1442 | 1416 | 1320 | 1270 | 1245 | 1236 |
|               | 2013 | 2014 | 2015 | 2021 | 2022 | 2023 | 2024 |

2001-ben a település lakosságának 97%-a magyar, 3%-a cigány nemzetiségűnek vallotta magát.
A 2011-es népszámlálás során a lakosok 80,2%-a magyarnak, 9,1% cigánynak, 0,4% németnek mondta magát (19,2% nem nyilatkozott; a kettős identitások miatt a végösszeg nagyobb lehet 100%-nál). A vallási megoszlás a következő volt: római katolikus 3,8%, református 46,2%, görögkatolikus 0,7%, felekezeten kívüli 22,1% (25,8% nem válaszolt).
2022-ben a lakosság 94,6%-a vallotta magát magyarnak, 3,5% cigánynak, 0,6% örménynek, 0,3% románnak, 0,2% ukránnak, 0,1% németnek, 1,3% egyéb, nem hazai nemzetiségűnek (5,5% nem nyilatkozott; a kettős identitások miatt a végösszeg nagyobb lehet 100%-nál). Vallásuk szerint 33,2% volt református, 1,3% római katolikus, 1,4% görög katolikus, 0,2% egyéb keresztény, 1% egyéb katolikus, 0,1% evangélikus, 24,4% felekezeten kívüli (38,3% nem válaszolt).

## Nevezetességei
- Zichy-kastély[4]
- Kuruc-halom
- Becs-kúria